# تطاي
تطاي إحدى قرى مركز السنطة التابع لمحافظة الغربية بجمهورية مصر العربية.

## التاريخ
قرية تطاي من القرى القديمة، وردت في نزهة المشتاق في نسخ باسم طلطى ونسخ أخرى طاطى، وردت باسم «تطاي» في أعمال السمنودية ضمن قرى الروك الصلاحي التي أحصاها ابن مماتي في كتاب قوانين الدواوين، كما وردت باسم «تطايه» في أعمال الغربية ضمن قرى الروك الناصري التي أحصاها ابن الجيعان في كتاب «التحفة السنية بأسماء البلاد المصرية».

## السكان
بلغ عدد سكان تطاي 20,333 نسمة حسب تقدير عام 2018.
| السنة  | 1882 | 1897 | 1907 | 1927 | 1947 | 1960 | 1976 | 1986   | 1996   | 2006   | 2018   |
| ------ | ---- | ---- | ---- | ---- | ---- | ---- | ---- | ------ | ------ | ------ | ------ |
| القرية | 3109 | 4074 | 4685 | 5600 | 5860 | 6782 | 8286 | 10,329 | 12,370 | 14,385 | 20,333 |